# Frederick Pitman
Frederick Archibald Hugo Pitman (Edimburg, 1 de juny de 1892 – Holborn, Londres, 25 de juliol de 1963) va ser un remer escocès que va competir a començaments del segle xx.
Pitman va néixer a Edimburg i era fil de Frederick Islay Pitman, un destacat remer. Estudià a l'Eton College i al New College, de la Universitat d'Oxford. El 1912 va prendre part en els Jocs Olímpics d'Estocolm, on guanyà la medalla de plata en la competició del vuit amb timoner del programa de rem. Aquell mateix any havia format part de la tripulació d'Oxford que guanyà la Regata Oxford-Cambridge.
Durant la Primera Guerra Mundial es va allistar al 3r Batalló dels Royal Scots. Va sobreviure a la guerra, i va morir a Londres als 71 anys.